# فورت لیارد
فورت لیارد (به انگلیسی: Fort Liard) یک منطقهٔ مسکونی در کانادا است که در قلمروهای شمال غرب واقع شده‌است. فورت لیارد ۵۰۰ نفر جمعیت دارد و ۲۱۶ متر بالاتر از سطح دریا واقع شده‌است.